# Заболотове
Забо́лотове — село в Україні, у Кролевецькій міській громаді Конотопського району Сумської області. До 2020 орган місцевого самоврядування — Божківська сільська рада.
Населення становить 88 осіб.

## Географія
Село знаходиться на правому березі річки Сейм, вище за течією на відстані 6 км знаходиться село Мутин, нижче за течією на відстані 8 км розташоване село Любитове, на протилежному березі — село Жолдаки Конотопського району. Річка в цьому місці звивиста, утворює лимани, стариці і заболочені озера. Навколо села багато іригаційних каналів.

## Символіка
Рогіз на гербі та зелений колір означають заболочені місця поблизу села та велику мережу іригаційних каналів. Козацький хрест символізує що село було козацьке. Синя смужка означає річку Сейм а рибина - риболовство, як основне заняття місцевих мешканців.

## Історія
Згідно опису Новгородсіверського намісництва (1779-1781) село знаходиться за півверсти від Сейму, біля села протікає мала річка на ім'я Слака. Займалися сільським господарством. Ніяких адміністративних будівель у селі немає.
Напередодні скасування кріпацтва, 1859 року у казенному селі Кролевецького повіту Чернігівської губернії мешкало 399 осіб (194 чоловічої статі та 205 — жіночої), налічувалось 60 дворових господарств.
За даними на 1893 рік у поселенні Мутинської волості мешкало 710 осіб (357 чоловічої статі та 353 — жіночої), налічувалось 96 дворових господарств.
За переписом 1897 року кількість мешканців зменшилась до 597 осіб (287 чоловічої статі та 310 — жіночої), з яких всі — православної віри.
12 червня 2020 року, відповідно до розпорядження Кабінету Міністрів України № 723-р «Про визначення адміністративних центрів та затвердження територій територіальних громад Сумської області», село увійшло до складу Кролевецької міської громади.
19 липня 2020 року, в результаті адміністративно-територіальної реформи та ліквідації Кролевецького району, увійшло до складу новоутвореного Конотопського району.

## Відомі люди
- Костель Григорій Григорович — режисер Конотопського народного театру при Будинку культури заводу КЕМЗ.